# Galatski jezik
Galatski jezik je ime izumrlog hipotetičkog keltskog jezika koji su govorili Galati, keltski stanovnici Galatije u Maloj Aziji. Po nekim lingvistima, galatski je bio samo dijalekat kontinentalnog keltskog ili pragalskog.

## Istorija
Galatija, kraj u srcu Anadolije bio je najudaljenija keltska enklava. Sveti Jeronim koji je posetio taj kraj, napisao je 386. da ga jezik Galatije (kraj oko današnje Ankare) podseća na jezik kojim govore stanovnici kraja oko Auguste Treverorum (današnji Trir u Nemačkoj). Pored toga napisao je da Galati pored grčkog, koji je lingua franca čitavog Istoka, govore svoj jezik koji je gotovo isti kao kod Kelta u Triru.
Sve teorije o galatskom jeziku se uglavnom baziraju na zaključku Sv. Jeronima. On je svakako bio kvalifikovan da to prepozna jer je govorio četiri jezika a i boravio je u oba kraja. Neki sumnjaju u njegovu objektivnost jer misle da je to naveo zbog politike širenja hrišćanstva, pa je iz tog razloga preuveličao svoju impresiju.
Galati, koji su između 277/276. p.n.e. izvršili invaziju na Anadoliju, danas su najpoznatiji po Poslanici koju im je uputio Sv. Pavle. O njima se inače vrlo malo zna. Antički autori pisali su nešto malo o njima, da su visoki, svetle kože, prilično kosmati i dobri ratnici. Za njih su oni bili "Kelti", "Gali" ili "Galati" koji su provalili u Grčku i Anadoliju oko 277. p.n.e.
Nabrojali su i približno 150 reči i imena, na osnovu kojih današnji lingvisti izvode zaključke da je to bio jedan od jezika kontinentalnog keltskog. Jedno od tih imena je i njihovo svetilište Drunemeton, što na keltskom znači dru = hrast, nemeton = sveto mesto.
Galati su svoj jezik govorili do 4. veka a u ruralnim krajevima i do 6. veka.